# Endrődi Sándor (költő)
Endrődi Sándor (Veszprém, 1850. január 16. – Budapest, 1920. november 7.) magyar költő, író, az MTA levelező tagja.

## Életpályája
Apja dr. Endrődi-Kupricz Sándor törvényszéki bíró volt. Tanulmányait Nagyszombatban kezdte, azután a veszprémi, kecskeméti és székesfehérvári katolikus gimnáziumokban folytatta. Az önképzőkörben, melynek elnöke akkor Wekerle Sándor volt, már kitűnt költői tehetségével. Tanult még Pozsonyban és Pesten, színészettel próbálkozott, majd Pápán leérettségizett. Ezt követően külföldre ment tanulni, Berlinben és Lipcsében esztétikai és irodalmi előadásokat hallgatott. 1869-ben visszatért és Budapesten előbb a jogra, később a bölcsészetre iratkozott be.
Miután első verse megjelent a Nefelejtsben (1868), csakhamar a Fővárosi Lapok, Hazánk s a Külföld, Magyarország és a Nagyvilág hasábjain is feltűnt a neve. Dolgozott a Figyelőben (1871–74), az Athenaeumban, és az Otthonba is. A Csávolszky-féle Baloldal című napilapnak pedig 1874-ben belső munkatársa volt, majd a Fővárosi Lapoknak szintén egy évig. 

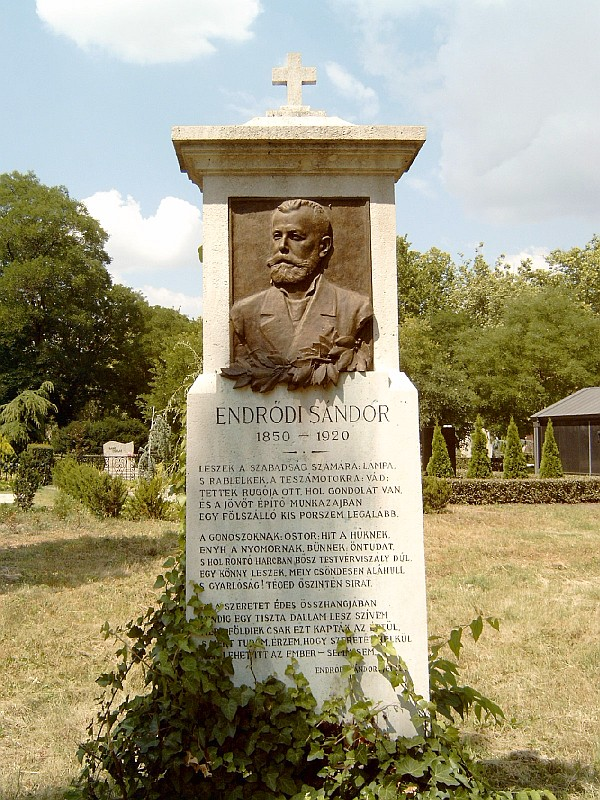
Endrődi Sándor sírja Budapesten. Kerepesi temető: 26-1-14, Csiszér János szobrászművész alkotása

A biztos állás érdekében elhatározta, hogy tanári pályára lép és 1877-ben Kolozsvárra ment, ahol egy évig irodalmi, történelmi és neveléstani előadásokat hallgatott, s aztán megszerezte a tanári oklevelet. A nagyváradi reáliskolához nevezték ki tanárrá, s ott működött 1892 nyaráig. 1880-ban feleségül vette Écsy Antóniát, de családi életét tragédiák sorozata árnyékolta be: 1885-ben kislányát, 1886-ban kisfiát, végül 1889-ben feleségét is elveszítette. A súlyos csapások után nem volt többé nyugta Nagyváradon, s amikor Péchy Tamás 1892. augusztus 20-án kinevezte a képviselőház naplószerkesztőjének, ismét Budapestre költözött és ezzel visszatért a szellemi élet központjába. A Kisfaludy Társaság 1882-ben tagjává, a Magyar Tudományos Akadémia 1899-ben pedig levelező tagjává választotta.

## Művei
- Falusi álmok költői rajz, 1875
- Tücsökdalok, verseskötet, 1876
- Költemények I-II., 1877~78

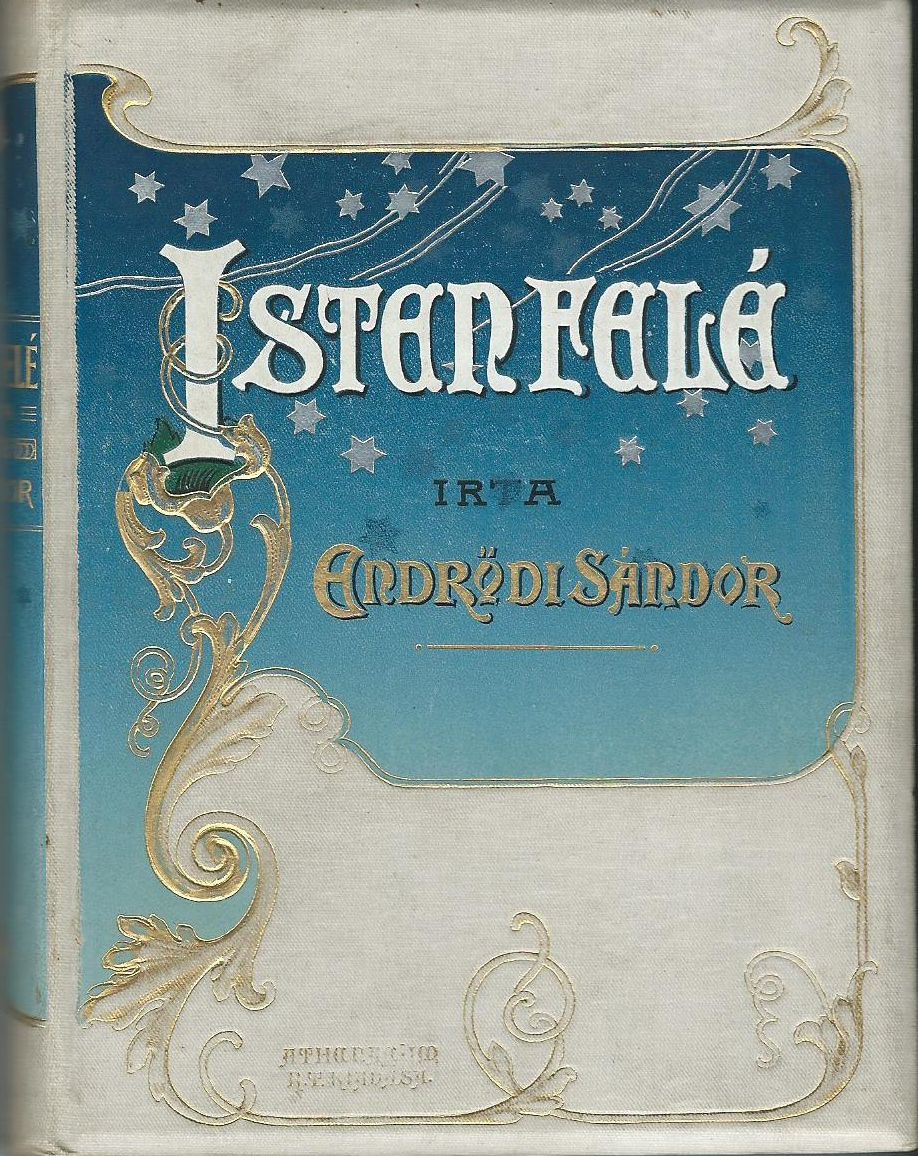
Isten felé c. verseskötetének borítója (Athenaeum kiadás, 1901 körül)

- Endrődi Sándor költeményei 1879~1885, 1885
- Másodvirágzás, elbeszélés, 1879
- Balatoni ég alatt, elbeszélések, 1884
- Hangulatok, uti rajzok és költői vázlatok, 1887
- A pálya végén 1914

Számos irodalomtörténeti tanulmányt írt, így többek között Dugonics András, Kölcsey Ferenc, Balassa Bálint és Ányos Pál életrajzát.
- Századunk magyar irodalma képekben : Széchenyi föllépésétől a kiegyezésig. Budapest, 1900
- A magyar irodalom története 1900-ig. (Simonyi Zsigmonddal, Pintér Jenővel, Kardos Alberttel és Ferenczi Zoltánnal), Budapest, 1913

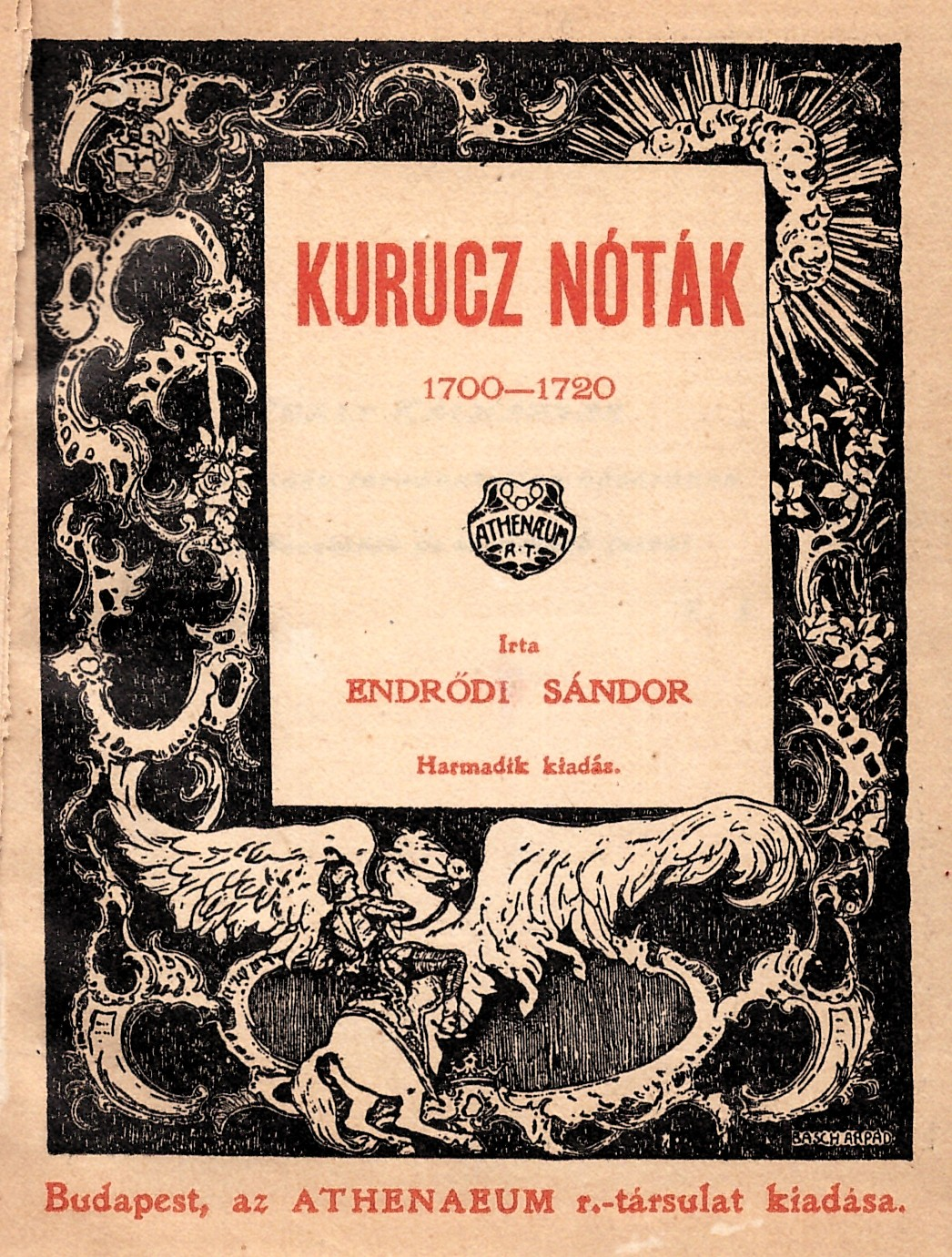
Kurucz nóták

## Műfordításai
- Ludwig Büchner: Erő és anyag 1870, Láng Lajossal együtt
- Victor Hugo: Angelo, 1871
- Friedrich Wilhelm Held: A nagy francia forradalom története, 1871
- Henry Thomas Buckle: Anglia művelődésének története
- Heinrich Heine költeményei, 1882 és 1888
- Heinrich Heine: Dalok könyve, 1893